# Cloreto de butirila
Cloreto de butirila é o cloreto de acila correspondente ao ácido butírico.